# Vostokprogrammet
För andra betydelser, se Vostok (olika betydelser).

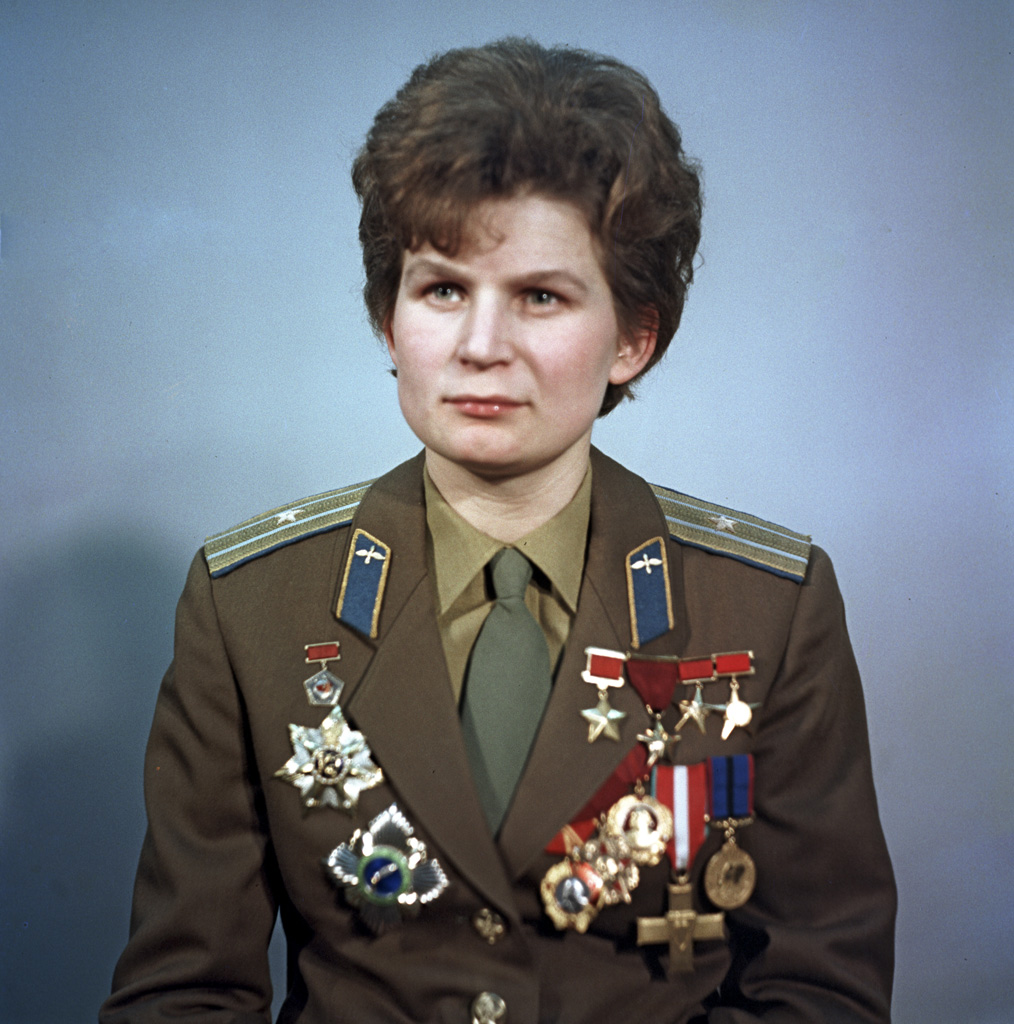
Valentina Teresjkova

Vostokprogrammet var det första bemannade rymdprogrammet i Sovjetunionens rymdprogram. Sex bemannade rymdfarkoster skickades upp mellan 1961 och 1963. Den farkost man använde för flygningarna hette Vostok.

## Rymdflygningarna
| Flygning | Besättning                                                         | Uppskjutning (UTC)        | Landning (UTC)         | Tid                            |
| -------- | ------------------------------------------------------------------ | ------------------------- | ---------------------- | ------------------------------ |
| Vostok 1 | Jurij Gagarin                                                      | 12 april 1961, 06:07      | 12 april 1961, 07:55   | 1 timme, 48 minuter            |
| Vostok 1 | Första människan i rymden.                                         |                           |                        |                                |
| Vostok 2 | German Titov                                                       | 6 augusti 1961, 05:00     | 7 augusti 1961, 07:18  | 1 dag, 1 timme, 18 minuter     |
| Vostok 2 | Första flygningen som varade längre än ett dygn.                   |                           |                        |                                |
| Vostok 3 | Andrijan Nikolajev                                                 | 11 augusti 1962, 08:30    | 15 augusti 1962, 06:52 | 3 dagar, 22 timmar, 22 minuter |
| Vostok 3 | Första gången två bemannade farkoster var i omloppsbana samtidigt. |                           |                        |                                |
| Vostok 4 | Pavel Popovitj                                                     | 12 augusti 1962, 08:02:33 | 15 augusti 1962, 06:59 | 2 dagar, 22 timmar, 56 minuter |
| Vostok 4 | Första gången två bemannade farkoster var i omloppsbana samtidigt. |                           |                        |                                |
| Vostok 5 | Valerij F. Bykovskij                                               | 14 juni 1963, 11:58:58    | 19 juni 1963, 11:06    | 4 dagar, 23 timmar, 7 minuter  |
| Vostok 5 | Längsta soloflygningen i rymdfartens historia.                     |                           |                        |                                |
| Vostok 6 | Valentina Teresjkova                                               | 16 juni 1963, 09:29:52    | 19 juni 1963, 08:20    | 2 dagar, 22 timmar, 50 minuter |
| Vostok 6 | Första kvinnan i rymden.                                           |                           |                        |                                |